# Vitez (Cleveland)
Vitez je bio hrvatski iseljenički list koji je izlazio u Clevelandu. Prvi broj novina je izašao 1952. godine.
U impresumu je stajalo kako je to "Viestnik Kola hrvatskih vitezova". 

## Vanjske poveznice
- Bibliografija Hrvatske revije[neaktivna poveznica] Vitez, Viestnik Kola hrvatskih vitezova